# Валиха
Вали́ха, также валиа (малаг. valiha) — мадагаскарский народный струнный щипковый музыкальный инструмент, представляющий собой полый ствол бамбука Valiha diffusa длиной от 90 до 120 см и диаметром 7—10 см, к которому снаружи прикреплены 21—24 струны; может изготавливаться также из сосны или металла. Часто называется национальным мадагаскарским инструментом. Популярность валихи привела к обособлению профессии изготовителей этого инструмента.

## История
Валиха появилась на Мадагаскаре после миграций малайцев, она родственна нескольким малайско-индонезийским инструментам, инструментам горных народов Вьетнама и индийского округа Бастар (бхуябаджа). Того же типа инструмент встречается у народностей Дальнего Востока и Средней Азии. 
Валиха использовалась в религиозных целях, для привлечения внимания добрых духов. Считается, что только инструменты определённого тембра могут помочь вызвать требуемых духов, так как они различают высоту музыкального звука.

## Конструкция и разновидности
Струны для валихи изначально представляли собой волокна бамбука, закреплённые с помощью щепок, в XXI веке при отсутствии профессиональных струн используются металлические жилы из кабелей типа боуден-троса. На восточном берегу Мадагаскара, в окрестностях Туамасины, валихи изготвляют из металлических кровельных листов, при этом их сгибают в параллелепипед, а не в цилиндр, а струны натягивают только на одной из граней, причём струны для левой и правой руки исполнителя располагают раздельно. Этническая группа антандрой и другие южные народности имеют собственную разновидность валихи «маро вани» (дословно «много струн»), которую делают из сосновых планок. Маро вани имеет прямоугольное сечение и более толстые, чем обычно, струны из жил промышленных кабелей.
Фиксированного строя у валихи нет, используется несколько местных, а также европейский равномерно темперированный.

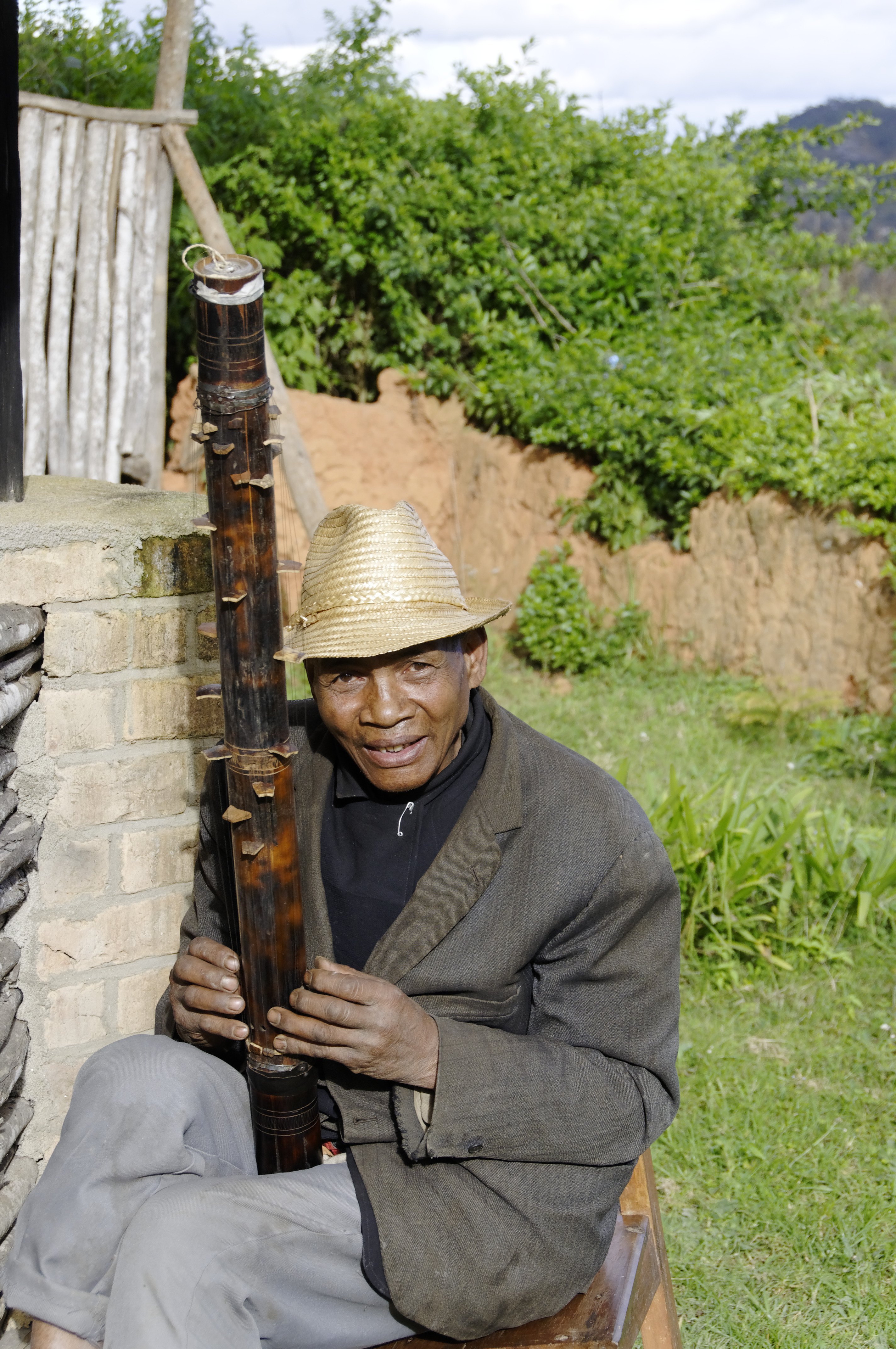
Исполнитель с валихой
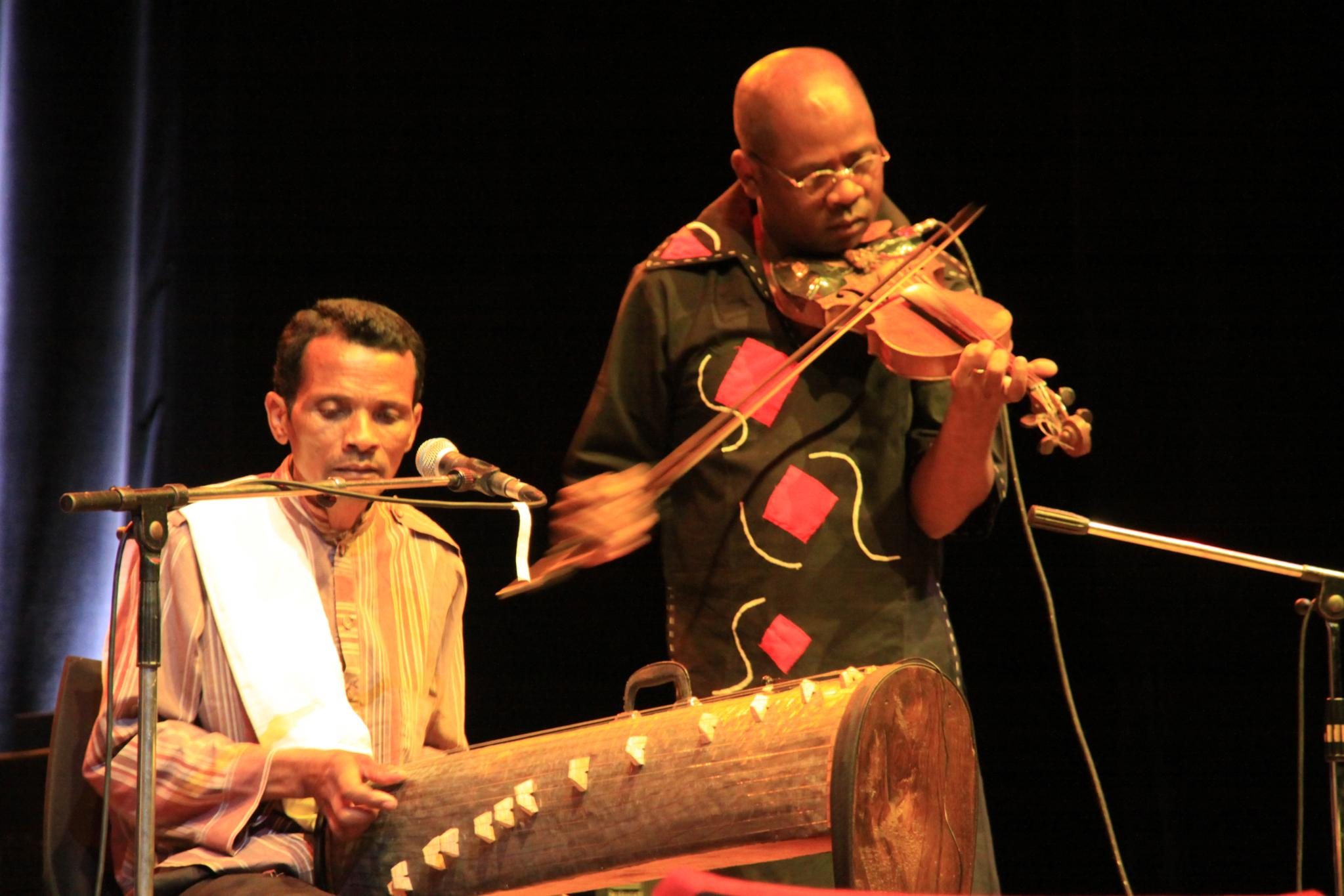
Маро вани
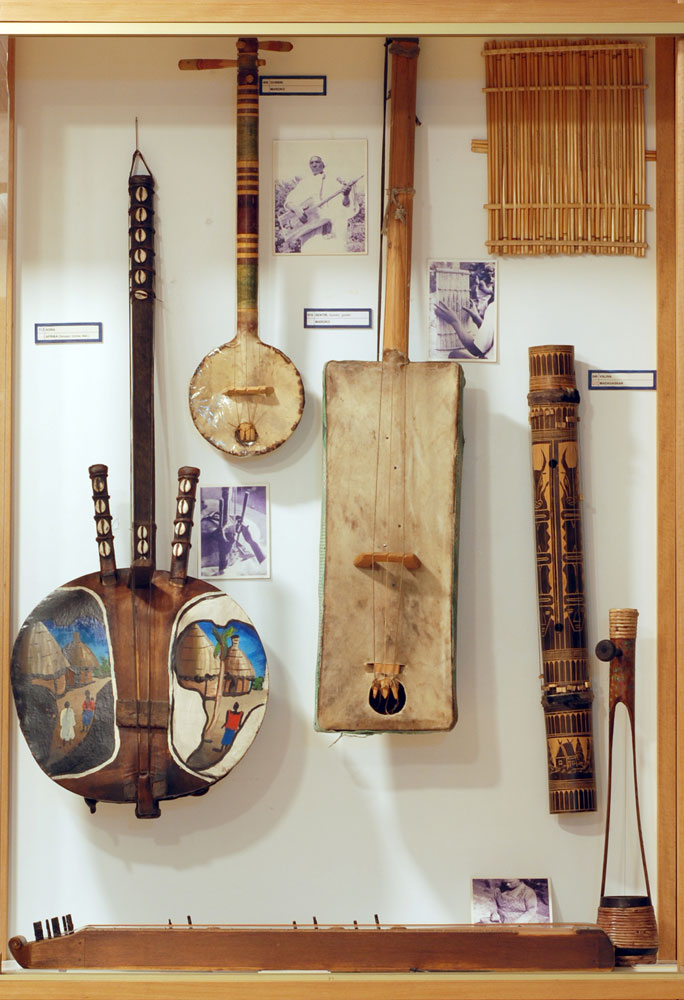
Валиха среди других щипковых инструментов (справа)